# Truncatoguynia
Truncatoguynia is een geslacht van koralen uit de familie van de Stenocyathidae.

## Soort
- Truncatoguynia irregularis Cairns, 1989